# Rivière de l'Anse Pleureuse
Pour les articles homonymes, voir Pleureuse.
La rivière de l’anse Pleureuse est un affluent du littoral sud du fleuve Saint-Laurent. Elle coule entièrement dans la municipalité de Saint-Maxime-du-Mont-Louis, dans la municipalité régionale de comté (MRC) de La Haute-Gaspésie, dans la région administrative de la Gaspésie-Îles-de-la-Madeleine, au Québec, au Canada.
La route 198 traverse cette vallée dans le sens nord-sud permettant aux visiteurs de contempler le panorama de hautes falaises de montagnes. Cette vallée constitue un circuit touristique recherché.

## Géographie
La rivière de l’anse Pleureuse prend sa source au lac de l'Est (longueur : 0,4 km ; altitude : 465 m), dans l'ancienne seigneurie de Mont-Louis, dans la municipalité de Saint-Maxime-du-Mont-Louis, dans les monts Chic-Chocs. Ce lac est situé en zone forestière et montagneuse à 9,3 km au sud du littoral sud de l'estuaire maritime du Saint-Laurent, à 2,0 km à l'ouest de la limite de la municipalité de Sainte-Madeleine-de-la-Rivière-Madeleine et à 13,0 km au sud-est du pont de la route 132 au village de L'Anse Pleureuse.
Située entre la rivière du Gros-Morne (côté est) et la rivière de Mont-Louis (côté ouest), la rivière de l’anse Pleureuse coule d'abord vers le sud-ouest jusque près de la limite nord de la Réserve faunique des Chic-Chocs, puis bifurque vers le nord dans une vallée encaissée. Vers la fin de son cours, la rivière traverse vers le nord le lac de l'Anse Pleureuse (longueur : 1,9 km ; largeur : 0,5 km).
À partir du lac de tête, la rivière de l’anse Pleureuse coule sur 22,9 km répartis selon les segments suivants :
- 2,7 km vers le sud, jusqu'à la confluence d'un ruisseau (venant de l'est) ;
- 2,8 km vers le sud-ouest, jusqu'au pont de la route 198 ;
- 3,3 km vers le nord-ouest, jusqu'à la décharge du lac à Orignal (venant du nord-est) ;
- 2,5 km vers le nord-ouest, jusqu'à la décharge du lac du Curé laquelle descend dans la coulée du même nom ;
- 1,1 km vers le nord, jusqu'à la décharge (venant de l'est) du lac Castor ;
- 1,4 km vers le nord, jusqu'à la décharge du ruisseau de la coulée à Baillargé ;
- 1,2 km vers le nord-ouest, jusqu'au pont de la route 198 ;
- 4,2 km vers le nord-ouest, en recueillant les eaux de plusieurs coulées de chaque côté de la rivière, jusqu'à la rive sud-est du lac de l'Anse Pleureuse ;
- 1,9 km vers le nord-ouest, en traversant le lac de l'Anse Pleureuse sur sa pleine longueur ;
- 1,8 km vers le nord-ouest, en recueillant les eaux du ruisseau de la coulée à Roland et en traversant la route 132, jusqu'à sa confluence[3].

La rivière se déverse dans l’anse Pleureuse, dans la partie ouest du petit village de L'Anse Pleureuse, dans la municipalité de Saint-Maxime-du-Mont-Louis, sur le littoral sud de l'estuaire maritime du Saint-Laurent. Cette confluence est située à du côté ouest du hameau Ruisseau-des-Olives et du côté est de la pointe Pleureuse.

## Toponymie
Le toponyme « rivière de l’anse Pleureuse » a été officialisé le 5 décembre 1968 à la Commission de toponymie du Québec.